# Шамлу, Ахмад
Ахма́д Шамлу́ (перс. احمد شاملو‎ — Ahmad Shamlou; 12 декабря 1925, Тегеран — 24 июля 2000, Кередж) — персидский поэт, писатель, литературный критик и переводчик.
Шамлу — выдающийся иранский поэт, соискатель Нобелевской премии. Он является автором нескольких сборников поэзии, как классической, так и современной. Его стиль — белый стих (поэзия без рифмы). На родине он также известен как переводчик на персидский многих шедевров современной литературы.

## Творчество
Ахмад Шамлу — один из наиболее ярких поэтов современной персидской литературы. Для псевдонима поэт взял себе два имени: А. Собх и А. Бамдад.
В 1947 году уже выходит его первый сборник «Забытые напевы» (перс. آهنگ های فراموش شده‎). В этом сборнике представлены различные стихи от совсем традиционных образцов до так называемых «стихов Нимы», а некоторые стихи этого сборника не имеют ни музыки, ни ритма. Именно последний вид стихов стал впоследствии известен как «белый стих». Этот сборник не был столь важным для поэта, поэтому он и выбрал подобное название. Но для истории литературы его важность в представленных в нём образцов «белых стихов».
На формирование творческой личности Шамлу большое влияние оказала современная западная, а также советская поэзия. Его любимыми поэтами были испанский поэт Федерико Гарсия Лорка и русский Владимир Маяковский, чьи идеи вдохновляли поэта. Шамлу хорошо знал классику, при этом был увлечён новаторскими поисками Нима Юшиджа и стремился найти новые пути для выражения своей поэтической индивидуальности.
Шамлу пытался в корне изменить поэтику. По словам ираниста Кляшториной, «он обратился к силлабическому стиху, он стал применять стих безразмерный, включающий садж — рифмованную прозу; он воспринял от Нима Юшиджа новую запись стиха — не по строкам, а по интонационному звучанию фразы, голоса. Динамика его стиха обеспечивалась именно силой ударения. Ахмад Шамлу вводит в стих язык улицы и необычную для поэзии поэтическую лексику, сталкивая её с высокими понятиями и добиваясь неожиданного контраста. Сама логика его поэтической речи, не говоря уже о звучании стиха, была необычной».
«Белый стих» Шамлу, или «свободный стих», отошёл от классической рифмы и арузных размеров. Его стих имеет внутренние законы, которые необходимы для поддержания конструкции стиха, его гармонии, которая одна только и делает стих поэзией. Шамлу ищет замену каноническим ритму и рифме и находит её в музыкальности. Музыкальность его поэзии — основной элемент поддержания внутренней гармонии стиха.
Как поэт Шамлу сформировался в 50-е годы XX века. Тогда же выходят его поэтические сборники: «23», «Поэма-ода» (перс. قطعه ی نامه‎), «Свежее дуновение» (перс. هوای تازه‎). К 60-м годам относятся следующие сборники: «Зеркальный сад» (перс. باغ آیینه‎), «Аида в зеркале» (перс. آیدا در آیینه‎), «Мгновения и вечность» (перс. لحظه ها و همیشه‎), «Аида, дерево, кинжал и воспоминание» (перс. آیدا و درخت و حنجر و خاطره‎), «Из воздуха и зеркал» перс. (از هوا و آیینه ها‎), «Феникс под дождём» (перс. ققنوس در باران‎), «Оплакивание земли» (перс. مرسیه ی خاک‎). В 70 — 80 гг. выходят в свет сборники «Цветение в тумане» (перс. شکفتن در مه‎), «Ибрахим в огне» (перс. ابراهیم در آتش‎), «Хоршидзад — покорительница смерти» (перс. خرشیدزاد فاطحه ی مرگ‎).
За свои творческие заслуги Шамлу был выдвинут литературной общественностью Ирана на присуждение премии имени Форуг Фаррохзад (иранская поэтесса), учрежденной в 1972 году.

## Книги
- Сад зеркал
- Айда в зеркале
- Айда, деревья, воспоминания и кинжал
- Свежий воздух
- Плач Земли
- Книга просторечья (Kucheh)

### Переводы
- Бехранги, Самад — переводчик стихов Ахмада Шамлу на азербайджанский.
- Юлтан Садыкова — переводчик поэзии Шамлу на русский.